# 臺灣西班牙統治時期
西屬艾爾摩沙，史稱臺灣西班牙統治時期，為1626至1642年間，西班牙帝國於北台灣歷時16年的殖民統治。行政上屬於新西班牙總督轄區菲律賓都督府。雖然台灣很靠近已是西班牙帝國版圖的呂宋島，西班牙人卻沒有完全佔領台灣，反而讓荷蘭共和國奪得先機。直到1626年，為了突破荷蘭人對馬尼拉的貿易封鎖，才出兵雞籠，並逐步征服北台灣。可是西班牙人無力驅逐荷蘭人，也無法賺取足夠的利潤來維持駐軍的花費，反而要靠馬尼拉補助北台灣的經營:162。因此馬尼拉經濟衰退以後，西班牙人就縮減駐軍，給了荷蘭人可乘之機。最後在1642年荷蘭人攻陷雞籠，結束西班牙人的統治。

## 歷史

### 醞釀征服
1571年，西班牙人在馬尼拉建立殖民地後，就以此地為東亞貿易的中心，逐步征服菲律賓其他島嶼。雖然台灣很靠近呂宋島，但西班牙人選擇往南方的民答那峨島、摩鹿加群島擴張，並無意佔領台灣。
臺灣被西班牙文獻稱為「艾爾摩沙」（西班牙語：Isla Hermosa），意即「美麗島」，位於呂宋島北方七百公里處。在16世紀後期的文獻顯示，西班牙官員總是把臺灣島當作菲律賓群島的一部分，因此認為臺灣也屬西班牙王室管轄。1586年，馬尼拉總督與五十個西班牙居民簽署請願書上呈西班牙國王兼葡萄牙國王菲立普二世，敦促他出兵前往艾爾摩沙島以及菲律賓群島中較偏遠的島嶼，因為「他們的情況日趨腐敗......為了他們好，也為了我們自身的安全，必須由我們伸手去安撫他們，再晚一些就會來不及了。」國王雖然回說馬上會去收服艾爾摩沙等地，旦菲律賓官員在1596年以前沒有急迫的理由要到臺灣設立據點。:163等到傳出日本豐臣秀吉打算以台灣為跳板進攻呂宋島，但事實上以當時的日本完全不夠同時代的西班牙帝國對抗。西班牙人才體會到台灣的戰略價值，不少官員催促馬尼拉當局佔領台灣，不過也有人反對，最後只派艦隊去偵查，卻遇上惡劣天候而無成果。後來豐臣秀吉於1598年去世，馬尼拉當局眼見威脅已緩和，不再打算佔領台灣。
到了17世紀初，馬尼拉當局的威脅很快就從日本人變成荷蘭人。荷蘭因為荷蘭獨立戰爭和西葡聯邦敵對，所以荷蘭人擴張到東亞後，欲阻斷西班牙的貿易。1618年，菲律賓總督派遣道明會神父馬蒂涅（Bartolmé Martinez）去警告明朝當局小心荷蘭人截擊開往馬尼拉的中國商船，他在旅途中兩次躲到臺灣西南平原避難，並根據此一經驗指出西班牙應將此島併入帝國中，他在1619年的備忘錄寫道「沒有比將馬尼拉的銀子送到中國的大門（也就是美麗島）之前更好的方法，可以弄走荷蘭人和其他種種的敵人了」。:164而荷蘭人考量馬尼拉的繁榮來自中國的絲以及美洲的白銀貿易，首要之務就是攻擊這兩地出入馬尼拉的船隻。不過仍有華商願意冒險前往馬尼拉，讓荷蘭人了解只靠封鎖馬尼拉並不夠，因此改變戰略，決定在靠近中國的地方建立據點，搶走菲律賓群島的對華貿易。然而荷軍奪取澳門與澎湖的作戰都告失敗（見：澎湖縣歷史與澎湖之戰），便轉進南台灣的大員。這時馬尼拉當局才察覺事態嚴重，為了對抗荷蘭人，也決定在台灣建立據點。1625年，菲律賓西班牙總督施瓦爾決定在艾爾摩沙島建立據點，道明會神父馬蒂涅與其他五個道明會神父於1626年2月8日，隨軍出征。:165

### 征服與擴張
1626年5月5日，瓦德斯率領艦隊，自菲律賓馬尼拉出發，由於荷蘭已占領臺灣南部。西班牙軍沿著臺灣東海岸北上。5月11日先到三貂角（Santiago），:47-485月12日進入雞籠港，命名為「Santisima Trinidad」（意為「至聖三位一體」）。:48西班牙人於雞籠灣內的小島（今和平島）登陸。:1695月16日在社寮島舉行占領典禮。:88:48
西班牙人建立聖薩爾瓦多城（San Salvador，意為「救世主」）作為統治中心，:48此島也連帶被命名為聖薩爾瓦多島。可是據點才建立不久，馬上就陷入困境。因為島上金包里社（Taparri）、大雞籠社（Kimaurri）的原住民的村落遭到西班牙軍奪取，因此拒絕出售食物。馬尼拉的補給船又無法適時抵達，不少西班牙人因此生病或餓死，倖存的人只得吃狗、老鼠來充飢。:170-171直到有華商來雞籠販賣糧食，情況才好轉。
到了1627年，苦於糧食短缺的瓦德斯，派了20名士兵前往淡水河，準備與圭柔社（Senar）原住民收購糧食。西班牙軍停留了1、2個月後，卻遭附近部落聯合反抗，隊長及7位士兵被殺，其餘人則逃回雞籠。1628年，瓦德斯派100名士兵進攻，原住民不敵而逃亡，西班牙軍便進入村內搶奪糧食，滿載而歸。原住民只得割讓土地以談和，西班牙人便在此地建造了聖多明哥城（Santo Domingo）作為據點，圭柔社則改遷往他處。
1629年7月，荷蘭曾派軍北上淡水，攻打西班牙軍要塞。但因西班牙防禦工事堅固，荷軍未攻下而潰敗。至此西班牙已占領從雞籠西方至淡水一帶。:48
西班牙人擁有雞籠、淡水後，由於來往兩地的海岸線過於崎嶇，加上海路受限於季風以及洋流的時節，因此希望能找到一條更便捷的路線。1632年，長官阿爾卡拉索派80名士兵，進入台北盆地探路。這支部隊沿著淡水河逆流而上，再沿基隆河前進，終於找到一條來往兩地的路線。這次探索，也讓西班牙人接觸許多淡水河、基隆河流域的部落，後來西班牙人陸續征服這些部落。
1632年4月，一艘西班牙船漂流至蘭陽平原，全船皆遭當地的噶瑪蘭族殺害。因黑潮自東台灣的海岸開始轉流向東北方，西班牙船從菲律賓前往北台灣的據點時，必會經過此地。西班牙人早已覬覦宜蘭的戰略地位，打算搶先荷蘭人占領此地，只是都沒有付諸行動。這次噶瑪蘭人殺害西班牙人的事件，讓阿爾卡拉索以此為由攻入宜蘭，派兵摧毀了噶瑪蘭族7座村落，並殺死了10~12名原住民。然而噶瑪蘭人選擇退往山區，繼續與西班牙人對抗，直到1635年，當時擔任長官的羅美洛，才再次派兵擊敗噶瑪蘭人。

### 衰亡
原本西班牙人盤算佔領北台灣後，就可免去荷蘭人的威脅，可是局勢並不如意。就算佔領了北台灣，荷蘭人只要在中國沿岸阻止商人，照樣可以威脅馬尼拉的經濟。而且從雞籠運來商品，物價沒有比華商直接運到馬尼拉更便宜:198-200；反而維持駐軍要花大量經費，又無法打開中國和日本的貿易。再加上從1630年起，美洲的白銀產量逐年遞減，馬尼拉就因流入白銀的減少，而陷入經濟衰退 。北台灣的經營幾乎都要仰賴菲律賓的補助，可是菲律賓本身也要資金應付和穆斯林的戰爭，西班牙人越來越難撐下去。
1637年，菲律賓總督科奎拉為了減少開支，決定削減北台灣的軍力。他下令毀掉淡水的聖多明哥城，僅駐軍於聖薩爾瓦多城。:203-205雞籠防備空虛，終究引來荷蘭人的覬覦，1641年荷蘭人前來雞籠一探虛實，並伺機進攻。這時西班牙人的威望已大不如前，許多原住民轉而加入荷蘭人，不過荷軍認為火砲數量不足以攻破城堡，:206勸降西班牙守軍失敗後，就返回大員。
1642年8月，荷軍大舉進攻雞籠，並奪取了雞籠島上的制高點。西班牙軍已無力抵抗，8月28日向荷軍投降，從此退出台灣。:50

## 族群

### 地域概述
西班牙人以地緣關係，大概把當時的台灣劃分成以下地理區（或称省区），分別為淡水河流域的淡水省區（Tamchui）、宜蘭平原的噶瑪蘭省區（Cabaran）、從花蓮立霧溪口至秀姑巒溪口的海岸與縱谷地帶的哆囉滿省區（Turoboan），以及不屬於三大區但是亦為重要的地區，例如基隆北海岸的大雞籠-金包里（(Quimaurri-Taparri），以及三貂角（Satiago）、圭柔（Senar）、八里坌（Patao）等。然而所謂省區只是區域概念而非行政區域，噶瑪蘭或哆囉滿此二區，西班牙人並無設官分治。

### 西班牙人
前來北台灣的西班牙人，以士兵占最多數，也有少數的官員、傳教士與自由市民。因人手不足之故，低階官員也多由士兵充任，只是於職務任期終了才發薪，在當時是很普遍的事，就有一位簿記官因多次要求發薪未果，卸職後便拒絕交出保管的金庫鑰匙。每年平均大約有250~300位士兵，分別駐守各據點，其中不少是菲律賓住民的傭兵，因西班牙女性不多，便有一些士兵與台灣原住民通婚，並在雞籠島上發展成小型聚落。
西班牙人在北台灣的生活，與來自馬尼拉的補給船息息相關，補給船會帶來薪餉、食物、藥品、衣物等物資，同時也是傳達命令、官員或士兵輪調的時候，補給船甚至也載來士兵喜愛的菸草。只是西班牙人始終過得不太好，占領初期就曾因補給船未準時抵達，而陷入糧荒，後來雞籠之戰被俘虜到大員的人，便很羨慕荷軍物資充足。:209-210

### 菲律賓人
西班牙人據有北台灣後，因人數過少，便大量徵召菲律賓人擔任士兵及勞工。菲律賓人主要來自卡加揚與邦板牙，也有極少數的他加祿人在聖薩爾瓦多城擔任鐵匠。士兵除了作戰外，也會擔任哨兵；勞工則是建築要塞、教堂及房屋或是在船上服勞役。原本駐台的菲律賓人過了一段時間，應該有另一批人來輪替職務，實際上卻是待了好幾年仍無法回家，因犯罪而服勞役的人，服刑期滿也被強制留下。有些菲律賓人便展開逃亡，成功逃走後就藏在台灣原住民的部落，也有人逃亡失敗被抓回來處死。雖然西班牙人隨後於雞籠之戰敗仗，菲律賓人的處境並未好轉，他們無法像西班牙人一樣得以遣返，而是被扣留下來充當奴隸，荷蘭人甚至把之前藏在原住民部落的人抓回大員。

### 巴賽人
狹義的巴賽族係指分布於基隆北海岸的原住民，可分成三大社群，分別為金包里（Taparri）、大雞籠（Kimaurri）、三貂（St.Jago），其對應的文化則為十三行文化的舊社類型。位於宜蘭平原的哆囉美遠（Talebeouan）以及花蓮立霧溪口的哆囉滿（Taroboan），因為住民也使用巴賽語，亦有學者歸類為廣義的巴賽族，其相應文化則為十三行文化的普洛灣類型。
巴賽人迥異於一般以務農、捕魚、狩獵為生計的原住民，係以手工藝及貿易謀生，經常遊走各地與漢人及宜蘭、花蓮一帶的原住民進行交易，也會替其他村社製造弓箭、刀斧、縫紉衣服甚至建造房屋，巴賽人在北台灣海岸的貿易圈扮演的地位，讓巴賽語成為當時北台灣的通用語。本來原住民的交易方式係以物易物為主，然而巴賽人隨著與西班牙人與漢人的接觸，逐漸也了解貨幣的價值。漢人會要求巴賽人賣貨物給西班牙人時索取白銀，再以白銀向漢人購物；原本巴賽人結婚時多以瑪瑙、衣物、陶甕做為聘禮，因銀貨的流行，多改以披索支付，巴賽人甚至還教淡水原住民了解白銀的價值。

## 經濟

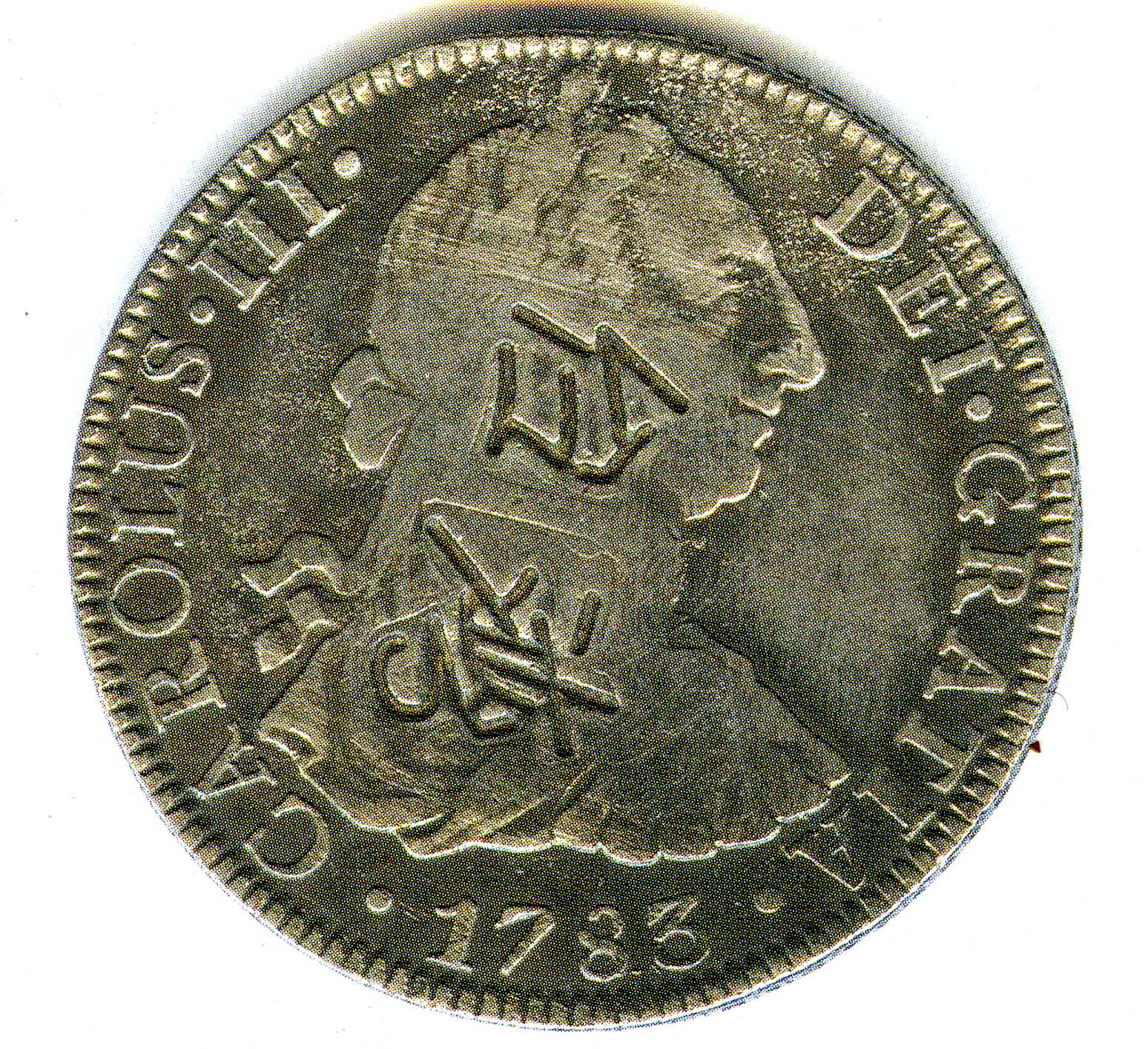
刻有“台湾”二字的西班牙元

早在西班牙人統治前，北台灣已有巴賽族出售黃金、硫磺、鹿皮給中國、日本商人。交易方式仍係以物易物為主，也用珠子、白銀、布作為交易媒介。黃金原產於東台灣的海岸山脈，當地原住民於河川下游採集沖刷而成的砂金，經過多次轉手交易才流入北台灣，不過產量不足以大量供應。硫磺則是最大宗的出口物，盛產於內北投社（Ki-pataw）、金包里社（Ki-taparri），中國商人主要都為了收購硫磺而來。原住民係於9-12月採礦，只是中國的硫磺價格經常變動，華商不會定期前來收購。
西班牙人統治以後，駐軍所需的物資以及貿易用的白銀都要從馬尼拉運來，補給制度就成為北台灣的經濟命脈。馬尼拉大多每年會派二次補給船，一次於8月、另外一次約為5月，把美洲來的白銀運到雞籠，以購買華商的絲、紡織品，再把商品運回馬尼拉販賣。雖然西班牙人不被允許和明朝展開正式貿易，但卻以免關稅、免貨物稅，甚至免入關查驗的方式，吸引走私商到雞籠作生意。:172西班牙人也試圖招攬日本商人，以把雞籠發展成中、日貿易的轉口港，不過德川幕府發布了鎖國令，這種期望從此破滅。
可是這種經濟發展的模式過於依賴馬尼拉，貿易興衰取決於補給船有無載白銀來。有鑒於此，艾斯奇維曾建議引入中國、日本的農民前來開墾土地，但始終沒獲當局同意。:211-212所以自西班牙帝國的白銀貿易衰退以後，北台灣的經濟也開始蕭條，促使西班牙人退出台灣。

## 天主教的傳佈
西班牙人之所以佔領台灣，除了政治以及經濟因素外，也考量台灣的位置方便前往中國、日本傳教，起初就派了5位神父隨軍出征。前來的傳教士大多出自道明會，不過也有其他的修會參與。
起初只有軍人才能進入原住民的村莊，並無神職人員在村內活動，直到神父艾斯奇維（Jacinto Esquivel）抵台灣後，才獲准入村傳教。艾斯奇維為了更方便傳教，編寫了「淡水語辭彙」（Vocabularino de la lengua de los Indios Tanchui en la Isla Hermosa）以及「淡水語教理書」（Doctrina cristiana en la lengua de los Indios Tanchui en la Isla Hermosa），不過這兩本書至今仍遺軼。艾斯奇維為了培育傳教士，在阿爾卡拉索的支持下，成立了聖慈悲兄弟會，會長一律由長官擔任；原本他還打算創辦神學院，只是始終未能實現。
原本西班牙人的傳教範圍，只限於基隆、淡水城堡外附近的部落。西班牙人勢力擴大以後，傳教士開始往淡水河中、上游以及宜蘭移動，甚至不用士兵作伴，也可以安全地在原住民部落施洗 。:181-182只是好景無法維持多久，從北台灣裁軍以後，西班牙勢力大幅衰退，傳教士也就無力遠離城堡去傳教。
基本上原住民係考量部落的安全，才肯接受天主教。有傳教士在，西班牙士兵較不會來騷擾，也可和西班牙人合力對抗敵對部落。可是不同部落間的敵意，也阻礙傳教的進展。只要傳教士前往敵對部落，原住民就會產生敵意，成果立即化為烏有，甚至有傳教士因此被殺。雖然有不少的傳教士來台灣，可是他們認為到中國、日本傳教才是首要之務，只把台灣看作是前往兩地的跳板。所以傳教士停留的時間都不長，也難以取得重大成果。

### 引用
1. 1 2 3 4 5 6 7 8 9 10 11 12 13  歐陽泰（Andrade, Tonio）. . 臺北市: 遠流出版. 2007年2月一版. ISBN 978-957-32-5940-4.
2. 1 2 3  李毓中,從大航海時代談起：西班牙人在淡水 的存檔，存档日期2013-05-12.
3. ↑  《雞籠山與淡水洋》,頁106-110
4. ↑  《雞籠山與淡水洋》,頁123-125
5. ↑  .   [2017-08-12]. （原始内容存档于2021-05-09）.
6. ↑  《雞籠山與淡水洋》,頁189-190
7. ↑  《雞籠山與淡水洋》,頁197-198
8. 1 2 3 4 5 6  黃秀政、張勝彥、吳文星. . 臺北市: 五南圖書出版股份有限公司. 2002年初版一刷. ISBN 978-957-11-2738-5.
9. ↑  翁佳音、黃驗. . 遠流出版事業股份有限公司. 2019年10月25日初版六刷. ISBN 978-957-32-8033-0.
10. ↑  《西班牙人在臺灣》,頁36
11. ↑  李毓中,荷西時期總論 （页面存档备份，存于）,台灣大百科
12. 1 2  《雞籠山與淡水洋》,頁219
13. 1 2  李毓中,〈西班牙人在艾爾摩莎〉 （页面存档备份，存于）,《歷史月刊》,第222期,頁32
14. ↑  《西班牙人在臺灣》,頁88-89
15. ↑  《雞籠山與淡水洋》,頁287-295
16. ↑  哆囉滿的位置考證可參見，詹素娟，Sanasai傳說圈的族群歷史圖像 的存檔，存档日期2014-01-03.，平埔文化資訊網
17. ↑  《臺灣原住民史 政策篇(一)》,頁21
18. ↑  陳宗仁,〈1632年傳教士Jacinto Esquivel報告的解析 的存檔，存档日期2013-09-28.〉,《臺灣文獻》,第61卷第3期,頁9
19. ↑  《西班牙人的台灣體驗》,頁205-206
20. ↑  《西班牙人的台灣體驗》,頁208-210
21. ↑  《西班牙人的台灣體驗》,頁192-193
22. ↑  《西班牙人的台灣體驗》,頁244-245
23. ↑  《西班牙人的台灣體驗》,頁265
24. 1 2 3  李毓中,〈十七世紀跟著西班牙人來到臺灣的菲律賓外勞〉,《歷史月刊》,第231期，頁21-23。
25. ↑  陳宗仁，菲律賓原住民的臺灣經驗 （页面存档备份，存于）
26. ↑  《臺灣原住民史:平埔族史篇(北)》,頁123-126。
27. ↑  《臺灣原住民史:平埔族史篇(北)》,頁123。
28. 1 2  詹素娟，馬賽 （页面存档备份，存于）,臺灣大百科
29. ↑  康培德，十七世紀上半的馬賽人 （页面存档备份，存于）,《臺灣史研究》,10卷1期,頁5
30. 1 2  《荷蘭時代臺灣史的連續性問題》,頁66-73
31. ↑  《雞籠山與淡水洋》,頁39-40
32. ↑  《福爾摩沙如何變成臺灣府》,頁166
33. ↑  《雞籠山與淡水洋》,頁251-253
34. ↑  《雞籠山與淡水洋》,頁209
35. ↑  中村孝志原著，賴永祥譯,〈十七世紀西班牙人在臺灣的佈教〉 （页面存档备份，存于）,頁125
36. ↑  《西班牙人在臺灣》,頁79-80
37. 1 2  《福爾摩沙如何變成臺灣府》,頁176-177
38. ↑  《西班牙人在臺灣》,頁90

## 外部連結
- Spanish Governors-General, Governors, and Missionaries (How Taiwan Became Chinese: Appendix B) （页面存档备份，存于）
- 十七世紀西班牙時期台灣北部原住民聚落圖(1620-1640's) （页面存档备份，存于）
- 西班牙人在艾爾摩莎
- 從大航海時代談起：西班牙人在淡水